# Енокаван
Енокава́н (арм. Ենոքավան) — село в Тавушской области в Армении.
Село названо в честь Енока Мкртумяна, основателя коммунистической партии в регионе.
Главой сельской общины является Андраник Чибухчян.

## География
Село Енокаван находится в северо-восточной части Республики Армения, в 10 километрах на север от города Иджевана и входит в состав Тавушской области. Расположено в непосредственной близости к главной автомагистрали соединяющей северо-восток страны со столицей. Находится на высоте 1000 - 1300 метров над уровнем моря. Протяженностью в 1000 метров с запада на восток и 500 метров с севера на юг занимает территорию 50 гектаров.
Северо-восточная часть Енокавана покрыта холмами, а южная – высокий каньон, длина которого достигает 5 км, высота – 100 метров. В этом каньоне есть три пещеры, длина которых от 10 до 30 метров, ширина 15 метров, а высота 1-10 метров. В этих пещерах весной, летом и осенью ночевали пастухи со своими стадами овец. По этому каньону на юг, через дремучий лес и вдоль обрыва тропинка ведет к реке Тандзут, в которой до сих пор водится ручьевая форель (кармрахайт). Лес богат такими дикими плодовыми деревьями как, грушевое, сливовое, и кустами кизила, малины, земляники. Местные жители готовят из этих плодов целебные варенья.
В центральной части леса до сих пор сохранилась церковь Святого Григория, построенная в XII веке.
Природа села и окрестностей так прекрасна, что её называют Армянской Швейцарией.
Дорога от Иджевана до Енокавана асфальтирована. Из поселка выходят две дороги: одна – в пастбища, а другая – в Гомер и Окон.

## История
Предполагается, что Крдеван произошел от Каре Диван (Каменный Суд), так как, согласно преданиям, нечестных и провинившихся людей бросали в каменную пропасть. А некоторые утверждают, что расположение села на каменистой горе напоминает форму дивана, и поэтому возникло название Каре Диван (Каменный Диван).

### Основание села

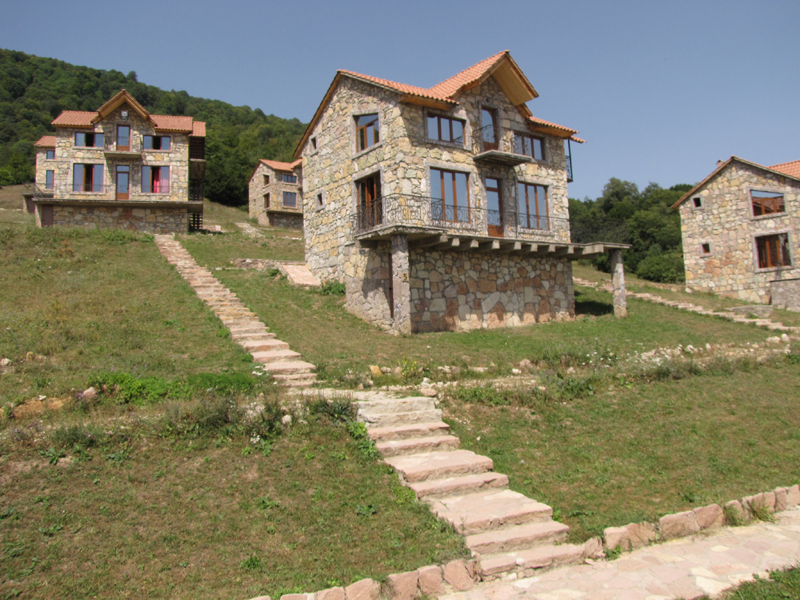

По историческим данным село основано в начале XIX века. Основателями были Джагаряны (которые перебрались сюда из Киликии, согласно изучениям историка С.Джагаряна. Весь процесс миграции рода указан в книге автора «Севкар»), Чибухчяны, Пашиняны, Ординяны, которые пришли из Карабаха. Другие роды – из Севкара.
Изучения надгробных камней показывают, что первое захоронение было в 1840 году. Эта надгробная плита находится на кладбище церкви Святого Саркиса, в южной части села. Церковь сохранилась до наших дней и функционирует.
Переименование села имеет следующую историю. В 1896 году в семье Мкртумяна Алаверди рождается Енок. Начальное образование он получает в родном селе и в Гандзакаре (бывший Верин Агдан). Обучался также в Эчмиадзине. Изучая труды марксизма-ленинизма, вступает в партийные ряды и знакомится с партийными деятелями Шаваршом Амирханяном из Ноемберяна и Ананией Берберяном из Шамшадина, которые боролись за установление социализма.
Втроем они тайно создают партийные ячейки и борются против дашнакцаканов (АРФ Дашнакцутюн).
В 1918 году Енок вместе с Вардазаром Джагаряном едет в Тбилиси, к Гиголу Чибухчяну и привозит оттуда помощь для родного села.
В начале 1920 года в доме у Енока тайно проводится первая районная конференция партии; цель конференции – объединить все партийные ячейки. В этом же году, когда начинается Майское восстание, Енок, с несколькими товарищами, ночью тайно отправляется в Дилижан. На пути к селу Джархеч деятели дашнакской партии перекрывают им дорогу. Енок делает неудачную попытку к бегству: перебираясь через реку Агстев, его ранят и привозят, сажают в Дилижанскую тюрьму. Суд приговаривает его к 101 годам лишения свободы, но, нарушая приговор, в июне того же года его убивают и хоронят.
После установления советской власти в Армении, отец Енока находит могилу сына и переводит её в родное село. Общественное собрание колхоза решило переименовать село в Енокаван, и это название с 1935 года сохраняется до наших дней. В 1970-е годы по решению первого секретаря армянской коммунистической партии Иджеванского района останки Енока перезахоранивают перед отчим домом, где они покоятся и поныне. Одновременно в центре села, рядом с памятником погибшим воинам ВОВ, стоит бюст Енока Мкртумяна.

### Обычаи села
С большим размахом справлялись свадьбы, они сопровождались музыкой зурны и дхола. Танцующие получали «шабаш» (деньги) и в конце танца дарили его музыкантам, так как последние не оплачивались хозяином, организатором свадьбы. Поэтому ударник беспрерывно кричал: «Ай шабаш, ай шабаш!». Под конец свадьбы крестная мать танцевала и приглашала на танец невесту и жениха. Щедрый шабаш, данный невесте, принадлежал ей, а не музыкантам, поэтому во время «Танца невесты» ударник не кричал: «Ай шабаш!».
Сейчас во время свадеб и пиршеств шабаш не практикуется, так как музыкантов оплачивает хозяин дома, организатор мероприятия, по предварительной договоренности.
Интересным образом также отмечался праздник Вардавар. В этот день невесты поднимались в горы, зажигали костры под деревьями, нагревали воду, купали своих свекровей и начинали качаться на веревках, висящих на деревьях. А парни били их ветками деревьев, чтобы девушки называли имена своих возлюбленных. В этот день не делали много жертвоприношений. Обычно пекли гату, назук, брали сливки горячего молока, сливки мацуна, масло и творог, смешивали все это и употребляли в пищу. Алкогольных напитков употребляли очень мало. После застолья люди обливали друг друга водой, а вечером зажигали костер, и молодые прыгали через него.
В старину, до 50-х годов были распространены такие обряды, как купание осла в годы засухи, чтобы дождь пошел, а в дождливые годы ловили лягушек, зажигали огонь на животе, чтобы солнце вышло. Во время града женщины сыпали молотую соль, чтобы град превратился в дождь, а мужчины стреляли из ружей в небо.
Издавна в селе было развито ковроделие и вязание карпетов. Нитки получали из овечьей шерсти и из ваты. Пряли с помощью веретена и прялки, расчесывали с помощью гребней. Красили нити натуральными красками вордан кармир (красный), дехнацахик (желтый цветок) и в отваре грецкого ореха.
Ковры и карпеты имели свои названия: «инкнатир» (самолет), «гюлавор» и т. д. Они украшали дом и делали его теплым и уютным.

## Достопримечательность
В селе находится церковь Сурб Аствацацин (XII век) и крепость в Астхиблуре (VI—V вв.) 
Около села находятся развалины крепости Бердатех XVII век

## Выдающиеся уроженцы
- Енок Мкртумян